# آلن کلارک (کارگردان)
آلن کلارک (به انگلیسی: Alan Clarke) (زاده ۲۸ اکتبر ۱۹۳۵ - درگذشته ۲۴ ژوئیه ۱۹۹۰) کارگردان سینما و تلویزیون بریتانیایی بود. 
از فیلم‌های تأثیرگذار او می‌توان به فیلم کوتاهِ فیل و تفاله اشاره کرد.